# Скандал (сезон 6)
Премьера шестого сезона драматического сериала «Скандал» состоялась 26 января 2017 года на американском телеканале ABC; заключительная серия сезона вышла в эфир 18 мая 2017 года. Из-за беременности исполнительницы главной роли Керри Вашингтон первая серия шоу вышла в эфир в середине телевизионного сезона, а количество серий в нём было сокращено с 22 до 16. Шонда Раймс продолжила быть шоураннером сериала; производством сезона занималось ABC Studios совместно с ShondaLand Production Company. Серии шестого сезона, так же как и серии предыдущего, выходили по четвергам в 21.00. Десятая серия шестого сезона стала сотым эпизодом «Скандала».
Сюжет шестого сезона, так же как и прежде, повествует о работе сотрудников антикризисной фирмы «Оливия Поуп и партнёры» и деятельности обитателей Белого дома. Основной актёрский состав шестого сезона сериала «Скандал» включает в себя двенадцать персонажей; все исполнители этих ролей снимались в предыдущем сезоне, а шесть актёров остаются в основном касте сериала с первого сезона. 10 февраля 2017 года «Скандал» был продлён на седьмой сезон, а 10 мая того же года стало известно, что он станет заключительным для сериала.

## Сюжет
События 6 сезона начинаются с ночи всеобщих выборов: последний голосующий штат – Калифорния – отдаёт свои голоса Фрэнки Варгасу, Мелли проигрывает. На митинге в честь победы в Варгаса стреляют и смертельно ранят. Юридическая коллизия с избирательной системой США приводит к тому, что новым избранным президентом станет тот, на кого укажет действующий президент Грант.
Фиц делает выбор в пользу Сайруса. Мелли предложено стать вице-президентом. По наводке отца Оливия начинает подозревать Сайруса Бина в организации убийства избранного президента. Её команда ищет доказательства причастности Бина. Сайрус отрицает свою причастность к убийству Варгаса, но Оливия находит улики, косвенно подтверждающие разногласия между Варгасом и Бином, на основании которых начинается расследование ФБР. 
Том Ларсен признаётся Бину в убийстве любовницы избранного президента Дженнифер Филдс, работавшей с ним в одном офисе в качестве помощницы, а потом сдаётся властям, рассказав, что убил девушку по поручению Сайруса. Таким образом он мстит бывшему любовнику за разрыв отношений. Сайруса сажают в тюрьму, там его избивают сторонники Варгаса. Муж Бина намерен с ним развестись. Однако загнанный  угол Сайрус находит способ отомстить подставившему его охраннику и близко сходится с другим заключённым – людоедом Гринвальном, который по указке Бина едва не убивает Ларсена. В последний момент Том признаётся, что солгал властям за гонорар в 2 млн долларов от неизвестных влиятельных людей.
Чарли делает предложение Куинн и та его принимает. Гек знакомится с Мег Митчел, которая представляется подругой убитой Ларсеном девушки. Они быстро находят общий язык, Гек помогает ей, обучает приемам самообороны и даже меняет систему защиты в её квартире. Фиц находит себе новую любовницу в лице директора ФБР Энджелы Уэбстер – бывшей приятельницы Оливии по школе. А вот в семье Баллардов разлад: молодая жена Джейка Ванесса страдает от алкоголизма и изменяет мужу, пытаясь таким образом привлечь его внимание к себе.
Элая Поупа шантажирует некий влиятельный и могущественный человек – Теодор Пеус, который предпринимает самые решительные меры для победы Мелли Грант. Ради этого Элаю пришлось собственноручно убить Франциско Варгаса. Пеус также берёт на крючок Эбби Уилан – главу аппарата Белого дома при президенте Фицжеральде Гранте, чтобы та помогла упрятать в тюрьму Бина и избавиться от начинающего мешать делам Гека. Это сильно мучает Эбби. Она предпринимает много усилий, чтобы спасти друзей, однако терпит поражение.
Куинн и Чарли начинают подозревать подружку Гека, считая её слишком идеальной. Муньос отказывается верить друзьям за что позже серьёзно поплатится, когда выяснится, что Мег на самом деле нанятый агент Пеуса. Она едва не убивает Гека, тому лишь по счастливой случайности и настойчивости команды Оливии удаётся выжить.
Оливия остро переживает чувство вины за то, что оказалась причастной к попаданию Бина за решётку. Она даже пытается убедить Мелли поступить честно и отказаться от возможности попасть в белый дом ради Сайруса. Однако Мелли не соглашается. В результате Эбби и Оливия объединяют усилия, чтобы восстановить подпорченную репутацию Бина.
Элизабет Норт знакомит Мелли с её новыми спонсорами, которыми оказываются Теодор Пеус и Саманта Руланд. Последняя на глазах Мелли забивает Элизаберт Норт насмерть клюшкой для гольфа.  Согласно их плану Руланд станет главой администрации Белого дома при президенте США Мелли Грант, чтобы Пеус получил в руки фактическую власть для управления государством.
Энджела Уэбстер – глава ФБР и нынешняя подружка президента Гранта выясняет, что деньги Тому Ларсену за лжесвидетельствование против Бина были переведены со счета Оливии Поуп. Анджела намерена арестовать Оливию. Чтобы помешать этому и одновременно спасти Роуэна от смерти в тюрьме Фиц отстраняет Энджелу от должности и под прикрытием ФБР прячет Роуэна в Белом доме. Коллегия выборщиков единогласно голосует за Мелли Грант.
Оливия убеждает Джейка отказаться от притязаний на пост вице-президента США, чтобы новой кандидатурой стала вдова избранного президента Луна Варгас. Руланд арестовывают и отправляют в тюрьму Пентагона. Чтобы вытащить помощницу из плена и вернуть себе влияние над Мелли Пеус шантажирует правительство США, отправив в 8 американских городов дроны, начиненные взрывчаткой. Прежде, чем спецслужбам при помощи долго сопротивлявшегося участию в этом Илая Поупа удаётся схватить Теодора, успевает прогреметь 2 взрыва. Джейк выясняет, что Пеус и Руланд действовали по указке кого-то очень влиятельного.
Оливия все больше занимается делами Белого дома – и все меньше делами фирмы. Она устраивает проверку для Куин и, убедившись, что та готова, передаёт ей бразды правления.
Джейк выясняет, что Пеус подчинялся матери Оливии – Майе Поуп. На инаугурации Мелли Майя едва не делает роковой выстрел в заказчика всех произошедших убийств, но Роуэн в последний момент находит свою бывшую жену и нейтрализует её. Он также почти убеждает Фица возродить и возглавить секретный отдел В613, чтобы сдержать растущую власть Оливии. Но тот в последний момент отказывается.
Оливия догадывается, что за всеми смертями и покушениями стояла Луна Варгас, и шантажом заставляет её выпить смертельный препарат, имитирующий сердечный приступ. А затем понимает, что Луна поддалась влиянию Сайруса Бина – это его идеи вдохновили Луну пойти на убийство собственного мужа. Однако это не мешает Оливии предложить Бину стать вице-президентом при Мели Грант, ведь Оливия теперь стала самой влиятельной женщиной в США, реальным боссом всего политического мира Америки. Она устанавливает слежку за отцом, оказывает влияние на Мелли и назначает себя главой возрождённого отдела В613.

## Актёры и персонажи
| - Керри Вашингтон — Оливия Поуп - Скотт Фоли — директор АНБ Джейкоб «Джейк» Баллард - Дэрби Стэнчфилд — глава аппарата Белого дома Эбигейл «Эбби» Уилан - Кэти Лоус — Куинн Перкинс - Гильермо Диас — Диего «Гек» Муньос - Джефф Перри — Сайрус Бин - Джошуа Малина — генеральный прокурор США Дэвид Роузен - Беллами Янг — сенатор Мелоди «Мелли» Грант - Порша де Росси — Элизабет Норт - Корнелиус Смит-младший — пресс-секретарь Белого дома Маркус Уолкер - Джо Мортон — Илайа «Илай/Роуэн» Поуп - Тони Голдуин — президент США Фицджеральд «Фиц» Томас Грант III | - Кейт Бертон — Салли Лэнгстон - Джордж Ньюберн — Чарли - Рикардо Чавира — губернатор/избранный президент Франциско «Фрэнки» Варгас - Зои Перри — Саманта Руланд - Дэвид Варшовски — Теодор Пеус - Тесси Сантьяго — Луна Варгас - Брайан Лэтчер — Том Ларсен - Мэттью Дель Негро — Майкл Амбрузо - Джессалин Гилсиг — Ванесса Мосс - Сейкон Сенгблох — Анджела Уэбстер - Фиби Найдхардт — Мег Митчелл - Челси Кёртц — Дженнифер Филдс |

## Эпизоды
| № общий | № в сезоне | Название                                          | Режиссёр                | Автор сценария                          | Дата премьеры   | Зрители в США (млн) |
| --- | ---------- | ------------------------------------------------- | ----------------------- | --------------------------------------- | --------------- | ------------------- |
| 91 | 1          | «Survival of the Fittest» «Естественный отбор»    | Том Верика              | Шонда Раймс                             | 26 января 2017  | 7,62                |
| Становятся известны предварительные результаты президентской гонки между Мелли Грант и Франциско Варгасом. Однако день выборов завершается шокирующей трагедией. |            |                                                   |                         |                                         |                 |                     |
| 92 | 2          | «Hardball» «Бескомпромиссность»                   | Эллисон Лидди-Браун     | Мэтт Бирн                               | 2 февраля 2017  | 6,54                |
| После напряжённой президентской гонки и шокирующих итогов выборов, мы узнаём, какие события происходили во время президентской кампании, и как далеко готова была зайти Оливия ради победы Мелли. Тем временем, в настоящем, Фиц и Эбби сталкиваются с беспрецедентным национальным кризисом, а Куинн, Гек и Чарли всеми силами пытаются докопаться до истины. |            |                                                   |                         |                                         |                 |                     |
| 93 | 3          | «Fates Worse Than Death» «Судьба страшнее смерти» | Скотт Фоли              | Марк Фиш                                | 9 февраля 2017  | 6,22                |
| В разгар национального кризиса жизнь и карьера Сайруса начинает катиться под откос. Тем временем, Оливия и её команда продолжают расследование убийства Фрэнки Варгаса. |            |                                                   |                         |                                         |                 |                     |
| 94 | 4          | «The Belt» «Ремень»                               | Том Верика              | Пол Уильям Дэвис                        | 16 февраля 2017 | 6,06                |
| Сайруса сажают в тюрьму строгого режима, и он оказывается в крайне затруднительном положении, однако неблагоприятные обстоятельства не мешают ему продолжать пытаться доказать свою невиновность. Тем временем, Оливия и её команда узнают новые подробности о ночи, когда был убит Фрэнки Варгас.                                                             |            |                                                   |                         |                                         |                 |                     |
| 95 | 5          | «They All Bow Down» «Все склонят головы»          | Миллисент Шелтон        | Захир Макги                             | 9 марта 2017    | 5,26                |
| Испорченные отношения между Джейком и его женой Ванессой создают угрозу для окончательной победы Мелли, поэтому Оливии приходится взяться за разрешение сложившейся ситуации между супругами. Тем временем, нам становится известно, что вокруг убийства Фрэнки Варгаса существует заговор.                                                                    |            |                                                   |                         |                                         |                 |                     |
| 96 | 6          | «Extinction» «Вымирание»                          | Тони Голдуин            | Крис Ван Дьюсен                         | 16 марта 2017   | 5,63                |
| Становится известно, что Роуэн находится в зависимости от людей, спланировавших убийство Фрэнки Варгаса. Более того, раскрываются все подробности убийства избранного президента. |            |                                                   |                         |                                         |                 |                     |
| 97 | 7          | «A Traitor Among Us» «Предатель среди нас»        | Том Верика              | Эллисон Шейпкер                         | 23 марта 2017   | 5,40                |
| Оливия принимает шокирующее решение и просит Гека совершить убийство, пойти на которое он не готов. |            |                                                   |                         |                                         |                 |                     |
| 98 | 8          | «A Stomach For Blood» «Жажда крови»               | Оливер Бокельберг       | Севериано Каналес                       | 30 марта 2017   | 6,57                |
| События ночи после выборов показываются нам глазами Эбби, чье безудержное желание стать политиком и получить в свои руки власть, приводит к непоправимым последствиям |            |                                                   |                         |                                         |                 |                     |
| 99 | 9          | «Dead In The Water» «Мертвец в воде»              | Николь Рубио            | Мишель Лиртсман                         | 6 апреля 2017   | 5,10                |
| Оливия и её команда должны вступить в гонку с самим временем, чтобы успеть спасти одного из своих друзей, похищенного по приказу заговорщиков, убивших избранного президента. |            |                                                   |                         |                                         |                 |                     |
| 100 | 10         | «The Decision» «Решение»                          | Шарат Раджу             | Джоанна Ли                              | 13 апреля 2017  | 5,35                |
| Узнав чудовищную правду об убийстве Фрэнки Варгаса, Оливия задаётся вопросом, как сложилась бы её судьба и судьба страны, если бы она, Мелли и Сайрус не стали фальсифицировать результаты выборов Фица. |            |                                                   |                         |                                         |                 |                     |
| 101 | 11         | «Trojan Horse» «Троянский конь»                   | Янн Тернер              | Джесс Браунелл                          | 20 апреля 2017  | 5,11                |
| Оливия и её команда полны решимости победить Пеуса. Однако приближение дня собрания Коллегии выборщиков накаляет обстановку и обостряет борьбу за власть. Потери становятся неизбежными. |            |                                                   |                         |                                         |                 |                     |
| 102 | 12         | «Mercy» «Милосердие»                              | Нзинга Стюарт           | Севериано Каналес                       | 27 апреля 2017  | 5,20                |
| Пеус ставит Оливии ультиматум, и она начинает думать, что находится в безвыходной ситуации. Однако в Белом Доме вводится режим чрезвычайного положения из-за дрона, нарушившего его воздушное пространство, и у Оливии и её друзей появляется шанс все исправить.                                                                                              |            |                                                   |                         |                                         |                 |                     |
| 103 | 13         | «The Box» «Коробка»                               | Стив Грин               | Рэмла Мохаммед и Остин Гузман           | 4 мая 2017      | 5,15                |
| Из-за действий Пеуса будущее всей страны находится под угрозой, и Оливия и Фиц просят Роуэна о помощи. Тем временем, Джейк пытается манипулировать Самантой, чтобы выведать у неё необходимую информацию о местонахождении Пеуса. |            |                                                   |                         |                                         |                 |                     |
| 104 | 14         | «Head Games» «Игры головой»                       | Зетна Фуэнтес           | Крис Ван Дьюсен и Хуан Карлос Фернандес | 11 мая 2017     | 5,10                |
| Фиц подводит итоги своего президентства и задумывается о наследии, которое он оставит. Куинн, Гек и Чарли обеспокоены будущим фирмы Оливии. Джейк обнаруживает, что Пеус и Саманта действовали не самостоятельно, а получали приказы от некой таинственной женщины.                                                                                            |            |                                                   |                         |                                         |                 |                     |
| 105 | 15         | «Tick, Tock» «Тик-так»                            | Салли Ричардсон-Уитфилд | Захир Макги и Мишель Лиртсман           | 18 мая 2017     | 5,23                |
| Оливия решается пойти на беспрецедентный риск для того, чтобы обеспечить безопасность Мелли на церемонии инаугурации. |            |                                                   |                         |                                         |                 |                     |
| 106 | 16         | «Transfer Of Power» «Передача власти»             | Тони Голдуин            | Мэтт Бирн и Марк Фиш                    | 18 мая 2017     | 5,23                |
| В последний день своего президентства Фиц решает применить власть для того, чтобы изменить систему управления страной. |            |                                                   |                         |                                         |                 |                     |

## Награды и номинации
| Премия                 | Номинация                                                 | Номинант        | Результат |
| ---------------------- | --------------------------------------------------------- | --------------- | --------- |
| People’s Choice Awards | Любимая драматическая актриса ТВ                          | Керри Вашингтон | Номинация |
| People’s Choice Awards | Любимый драматический актёр ТВ                            | Скотт Фоли      | Номинация |
| NAACP Image Award      | Лучшая женская роль в драматическом сериале               | Керри Вашингтон | Номинация |
| NAACP Image Award      | Лучшая мужская роль второго плана в драматическом сериале | Джо Мортон      | Номинация |